# Lijst van voetbalinterlands Bangladesh - Oezbekistan
Deze lijst van voetbalinterlands is een overzicht van alle officiële voetbalinterlands tussen de nationale teams van Bangladesh en Oezbekistan. De landen hebben tot op heden drie keer tegen elkaar gespeeld. De eerste ontmoeting, een kwalificatiewedstrijd voor de Azië Cup 2000, was op 21 november 1999 in Abu Dhabi (Verenigde Arabische Emiraten). Het laatste duel, een kwalificatiewedstrijd voor de Azië Cup 2007, was op 11 oktober 2006 in Dhaka.

## Wedstrijden
| № | Plaats    | Datum            | Competitie                 | Wedstrijd                | Uitslag |
| - | --------- | ---------------- | -------------------------- | ------------------------ | ------- |
| 1 | Abu Dhabi | 21 november 1999 | Azië Cup 2000 kwalificatie | Bangladesh − Oezbekistan | 0 − 6   |
| 2 | Tasjkent  | 22 februari 2006 | Azië Cup 2007 kwalificatie | Oezbekistan − Bangladesh | 5 − 0   |
| 3 | Dhaka     | 11 oktober 2006  | Azië Cup 2007 kwalificatie | Bangladesh − Oezbekistan | 0 − 4   |

## Samenvatting
| Competitie            | Totaal gespeeld | Winst Bangladesh | Gelijk | Winst Oezbekistan | Doelsaldo Bangladesh – Oezbekistan |
| --------------------- | --------------- | ---------------- | ------ | ----------------- | ---------------------------------- |
| Azië Cup-kwalificatie | 3               | 0                | 0      | 3                 | 0 − 15                             |
| Totaal                | 3               | 0                | 0      | 3                 | 0 − 15                             |

Wedstrijden bepaald door strafschoppen worden, in lijn met de FIFA, als een gelijkspel gerekend.